# ماكينيو
ماكينيو (16 نوفمبر 1996) هو ممثل ياباني ولد لأب وام يابانيين. وهو نجل الممثل والفنان القتالي سوني شيبا. صعد ماكينيو إلى الشهرة بعد تصوير دور Arata Wataya في ثلاثية الحركة الحية Chihayafuru في عام 2016، والتي أكسبته جائزة الوافدين الجدد من أكاديمية اليابان الأربعين لهذا العام في عام 2017. قام منذ ذلك الحين بتصوير الشخصيات في العديد من التعديلات الأخرى لسلسلة المانجا الشهيرة، بما في ذلك مغامرة جوجو العجيبة: الماس غير قابل للكسر الفصل الأول (2017)، طوكيو غول إس (2019)، الشرير يوكيشيرو إنيشي في روروني كينشين: النهائي (2021)، بطل الرواية Pegasus Seiya في Knights of the Zodiac ورورونوا زورو في سلسلة نتفليكس ون بيس (2023).

## روابط خارجية
- ماكينيو على موقع IMDb (الإنجليزية)
- ماكينيو على موقع ميتاكريتيك (الإنجليزية)
- ماكينيو على موقع روتن توميتوز (الإنجليزية)
- ماكينيو على موقع ألو سيني (الفرنسية)
- ماكينيو على موقع ميوزك برينز (الإنجليزية)
- ماكينيو على موقع أول موفي (الإنجليزية)
- ماكينيو على موقع أول موفي (الإنجليزية)
- ماكينيو على موقع قاعدة بيانات الفيلم (الإنجليزية)
- ماكينيو على موقع ليتربوكسد (الإنجليزية)
- ماكينيو على موقع كينوبويسك (الروسية)